# 3919 Maryanning
A 3919 Maryanning (ideiglenes jelöléssel 1984 DS) a Naprendszer kisbolygóövében található aszteroida. Henri Debehogne fedezte fel 1984. február 23-án.